# Смирнов, Семён Васильевич
Семён Васи́льевич Смирно́в (14.03.1924, Костромская область — 22.09.1950, Москва) — командир бронетранспортера 7-го отдельного гвардейского мотоциклетного батальона гвардии старший сержант — на момент представления к награждению орденом Славы 1-й степени.

## Биография
Родился 14 марта 1924 года в деревне Малинка, Красносельского района Костромской области. Русский. Окончил начальную школу. Работал в колхозе.
В августе 1942 года был призван в Красную Армию Красносельским райвоенкоматом. Тогда же направлен на фронт. В одном из первых боев был ранен, направлен в госпиталь в город Свердловск. В марте 1943 года, после выздоровления, зачислен командиром отделения разведчиков в формирующийся Добровольческий Уральский танковый корпус.
Вновь на фронте с июля 1943 года. В составе 30-го танкового корпуса пошел до конца войны. Был командиром бронетранспортера сначала 64-го отдельного броне-автомобильного батальона, затем 7-го гвардейского мотоциклетного батальона. Воевал на Брянском и 1-м Украинском фронтах.
С начала боевых действий показал себя как смелый и решительный разведчик. Уже через месяц боев был представлен к награждению орденом Красной Звезды, был награждён медалью «За отвагу». Член ВКП с 1944 года.
25 марта 1944 года в районе деревень Чёрная и Белая гвардии старший сержант Смирнов по приказу командира успешно прикрыл отход группы наших бойцов, нанеся урон врагу. 2 апреля во главе группы осуществил разведку переднего края обороны противника в районе деревни Зильковцы и, добыв ценные сведения, без потерь вернулся в часть. Был представлен к награждению орденом Красной Звезды, но командиром корпуса статус награды был изменён.
Приказом по войскам 10-о гвардейского танкового корпуса от 30 апреля 1944 года гвардии старший сержант Смирнов Семён Васильевич награждён орденом Славы 3-й степени.
24 июля 1944 года, ведя разведку в районе города Глиняны, гвардии старший сержант Смирнов обнаружил группу пехотинцев противника численностью до двух рот. Поставив свой БТР в засаду и подпустив врага на близкое расстояние, из пулемета уничтожил свыше 10 противников. 26 июля при выполнении боевого задания по разведке в рукопашной схватке уничтожил трех противников. Был представлен к награждению орденом Отечественной войны 2-й степени, статус награды был вновь изменён командиром корпуса.
Приказом по войскам 47-й танковой армии от 3 октября 1944 года гвардии старший сержант Смирнов Семён Васильевич награждён орденом Славы 2-й степени.
19 января 1945 года в бою на подступах к городу Серадз гвардии старший сержант Смирнов С. В. во время разгрома вражеской оклонны лично уничтожил до 15 пехотинцев и 3 захватил в плен. 1 февраля в ночном бою истребил около 10 солдат противника.
Указом Президиума Верховного Совета СССР от 27 июня 1945 года за образцовое выполнение заданий командования на фронте борьбы с немецкими захватчиками и проявленные при этом доблесть и мужество гвардии старший сержант Смирнов Семён Васильевич награждён орденом Славы 1-й степени. Стал полным кавалером ордена Славы.
В 1945 году гвардии старший сержант Смирнов С. В. был демобилизован. Работал в органах государственной безопасности. Жил в городе Москве. Скончался 22 сентября 1950 года. Похоронен на Калитниковском кладбище города Москвы.
Награждён орденами Славы 3-х степеней, медалями, в том числе «За отвагу», польской медалью.